# Elisabeth Giersiepen
Elisabeth Giersiepen, geborene Weise, verwitwete Todt (* 18. März 1920 in Berlin; † 6. September 1962) war eine deutsche Wirtschaftshistorikerin.

## Leben
Nach ihrem Abitur studierte Elisabeth Weise von 1940 bis 1942 Wirtschaftswissenschaften, Geschichte, Philosophie, Psychologie und Zeitungswissenschaft. Nach einer Unterbrechung durch Mutterschaft von 1942 bis 1945 setzte sie, nun als Elisebeth Giersiepen, ihr wirtschaftswissenschaftliches Studium 1946 fort und schloss es 1947 als Diplom-Volkswirtin ab. Von 1947 bis 1949 arbeitete sie als wissenschaftliche Mitarbeiterin am Seminar für Wirtschaftsgeschichte der Humboldt-Universität in Ost-Berlin und promovierte 1949 bei Jürgen Kuczynski über Die gewerkschaftliche Betätigung in Deutschland 1850–1859. 1948 war sie der SED beigetreten.

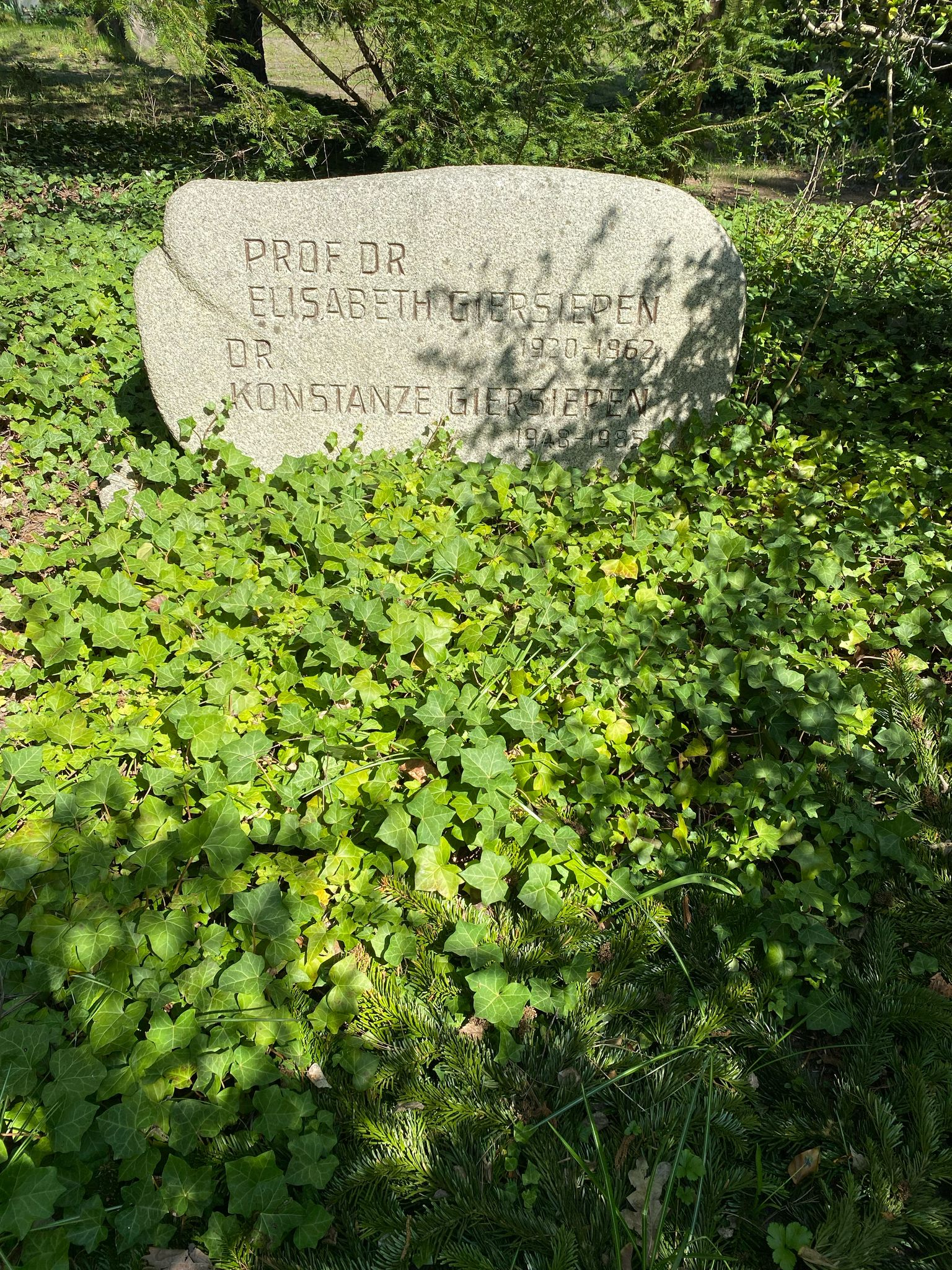
Grabstätte auf dem Zentralfriedhof Friedrichsfelde

Giersiepen wurde anschließend wissenschaftliche Oberassistentin und Lehrbeauftragte am Seminar für Wirtschaftsgeschichte und im Frühjahr 1951 dort Dozentin. Im November 1951 erhielt sie eine Professur mit Lehrauftrag für Wirtschaftsgeschichte. Von Oktober 1953 bis August 1954 arbeitete sie auf Wunsch der SED-Universitätsparteileitung im VEB Secura in Ost-Berlin, um Praxiserfahrungen zu sammeln. Ab September 1954 hatte sie eine Professur für Wirtschaftsgeschichte am Institut für Wirtschaftsgeschichte der Humboldt-Universität inne und war ab 1956 zugleich wissenschaftliche Mitarbeiterin in der Abteilung Wirtschaftsgeschichte am Institut für Geschichte der Deutschen Akademie der Wissenschaften zu Berlin. Ab 1957 war sie Vorsitzende des Bezirksvorstandes Groß-Berlin der Gewerkschaft Wissenschaft.
Im Jahr 1960 habilitierte sich Giersiepen über Die gewerkschaftliche Tätigkeit in Deutschland von 1860 bis 1869. Im September 1960 wechselte sie auf eine Professur mit Lehrauftrag für Wirtschaftsgeschichte an der Friedrich-Schiller-Universität Jena. Sie starb an den Folgen eines Autounfalls. Ihre Grabstätte befindet sich auf dem Zentralfriedhof Friedrichsfelde.

## Schriften
- als Elisabeth Todt: Die gewerkschaftliche Bestätigung in Deutschland von 1850 bis 1859. Die Freie Gewerkschaft, Berlin 1950.
- als Elisabeth Todt mit Hans Radandt und Jürgen Kuczynski: Zur Frühgeschichte der deutschen Gewerkschaftsbewegung 1800-1849. Die Freie Gewerkschaft, Berlin 1950.
- Die deutsche Wirtschafts- und Sozialgeschichte des 19. Jh. in der Forschungsarbeit der Wirtschaftshistoriker der DDR. In: Historische Forschungen in der DDR : Analysen und Berichte ; zum XI. Internationalen Historikerkongreß in Stockholm August 1960. 1960, S. 229–244.